# Bence Nádas
Bence Nádas (* 17. April 1996 in Budapest) ist ein ungarischer Kanute.

## Karriere
Seinen ersten internationalen Erfolg feierte Nádas bei den Weltmeisterschaften 2014 in Moskau, als er mit der 4-mal-200-Meter-Staffel im Einer-Kajak sogleich Weltmeister wurde. 2016 wurde er ebenfalls in Moskau im Vierer-Kajak über 500 Meter auch Europameister, während er im Einer-Kajak auf derselben Distanz Rang drei belegte. Gemeinsam mit Sándor Tótka gewann Nádas 2017 im Zweier-Kajak über 500 Meter bei den Weltmeisterschaften in Račice u Štětí die Silber- und bei den Europameisterschaften in Plowdiw die Goldmedaille. Darüber hinaus wurde er auch mit dem Vierer-Kajak auf der 500-Meter-Strecke Europameister. Im Jahr darauf belegte er im Einer-Kajak über 500 Meter bei den Weltmeisterschaften in Montemor-o-Velho den dritten Platz.
Bei den 2021 ausgetragenen Olympischen Spielen 2020 in Tokio nahm Nádas an zwei Wettbewerben teil. Im Zweier-Kajak ging er dabei auf der 200-Meter-Strecke mit Bálint Kopasz an den Start. Nach Rang eins im Vorlauf und Rang zwei im Halbfinale zogen sie in den Endlauf ein, in dem sie als Vierte knapp einen Medaillengewinn verpassten. Weniger erfolgreich verlief der Wettbewerb im Vierer-Kajak über 500 Meter. Zusammen mit Kornél Béke, Sándor Tótka und Kolos Csizmadia kam er zunächst im Vorlauf nicht über den fünften und damit letzten Platz hinaus, den Viertelfinallauf gewannen die Ungarn aber anschließend. Dank Rang drei im Halbfinale zogen sie in den Finallauf ein, den sie in 1:25,068 Minuten auf dem siebten Platz beendeten. Ein Jahr darauf wurde Nádas mit Bálint Kopasz im Zweier-Kajak über 500 Meter sowohl in Dartmouth zunächst Weltmeister als auch kurz darauf in München auch Europameister. Bei den Weltmeisterschaften 2023 in Duisburg belegte Nádas sowohl im Zweier-Kajak mit Bálint Kopasz als auch im Vierer-Kajak jeweils über die 500-Meter-Distanz den zweiten Platz. Mit Sándor Tótka wurde Nádas 2024 in Szeged im Zweier-Kajak auf der 500-Meter-Strecke zum nunmehr dritten Mal Europameister.
Nádas gehörte bei den Olympischen Spielen 2024 in Paris erneut zum ungarischen Aufgebot in zwei Wettbewerben. Mit Sándor Tótka startete er im Zweier-Kajak über 500 Meter und zog mit ihm nach zweiten Plätzen im Vorlauf und im Halbfinale ins A-Finale ein. Sie erzielte mit einer Zeit von 1:27,15 min das zweitbeste Resultat und gewannen hinter den siegreichen Olympiasiegern aus Deutschland, Jacob Schopf und Max Lemke, die nach 1:26,87 min das Ziel erreicht hatten, und vor den mit 1:27,29 min drittplatzierten Australiern Jean van der Westhuyzen und Thomas Green als Zweite die Silbermedaille. Im Vierer-Kajak über 500 Meter qualifizierte sich Nádas mit Kolos Csizmadia, István Kuli und Sándor Tótka dank eines zweiten Platzes im Vorlauf direkt für das Halbfinale, das sie ebenfalls in ihrem Lauf auf Rang zwei beendeten. Im A-Finale belegten sie nach 1:21,99 min den siebten Platz.
Für seinen Olympiaerfolg erhielt er im September 2024 das Offizierskreuz des Ungarischen Verdienstordens.